# Вишневе (Заводська міська громада)
Вишне́ве — село в Україні, у  Миргородському районі Полтавської області. Населення становить 29 осіб. Входить до складу Заводської міської громади.

## Географія
Село Вишневе знаходиться за 2,5 км від правого берега річки Артополот. До села примикає великий масив штучних ставків (~ 250 га).

## Історія
- 1929 - дата заснування як селище.
- 2007 - змінений статус з селища на село.